# Wendy (Red Velvet)
孫承完（： Shon Seung-Wan，1994年2月21日—），藝名Wendy（： Wen-di），韓國女歌手，為韓國女子團體Red Velvet成員，隊內擔任主唱。

## 早年生活
孫承完於1994年2月21日出生於韓國首爾特別市城北區城北洞，屬於首爾高尚半山住宅區，當時就讀堤川中心小學。因姐姐孫承希（音譯）的關係，小學5年級時便獨自留學在加拿大，之后孫承完的家人從韓國移民至加拿大多倫多。由於家人都喜愛音樂，孫承完從5歲時就有要當歌手的夢想；此外，她能够演奏几种乐器，包括钢琴、吉他、长笛和萨克斯風。
留學時期，孫承完住在安大略省的布罗克维尔，然後前往明尼苏达州法里博的沙特克-聖瑪麗中學就讀，以“WendyShon”之名留學，並以個人成績成爲一名榮譽生；她也曾參加籃球、曲棍球，也是女子高爾夫球團員，其中四位隊友是女子冰球聯盟（NWHL）職業球員後來，孫承完就讀于加拿大安大略列治文山的里奇蒙高中，並參加學校的合唱團“Vocal Fusion”。
因爲長期往美國和加拿大兩個國家來回，孫承完擅長英語，也熟悉西班牙語和法語。她也為了《戰鬥旅行》奧地利站而自學德語。

## 演藝生涯

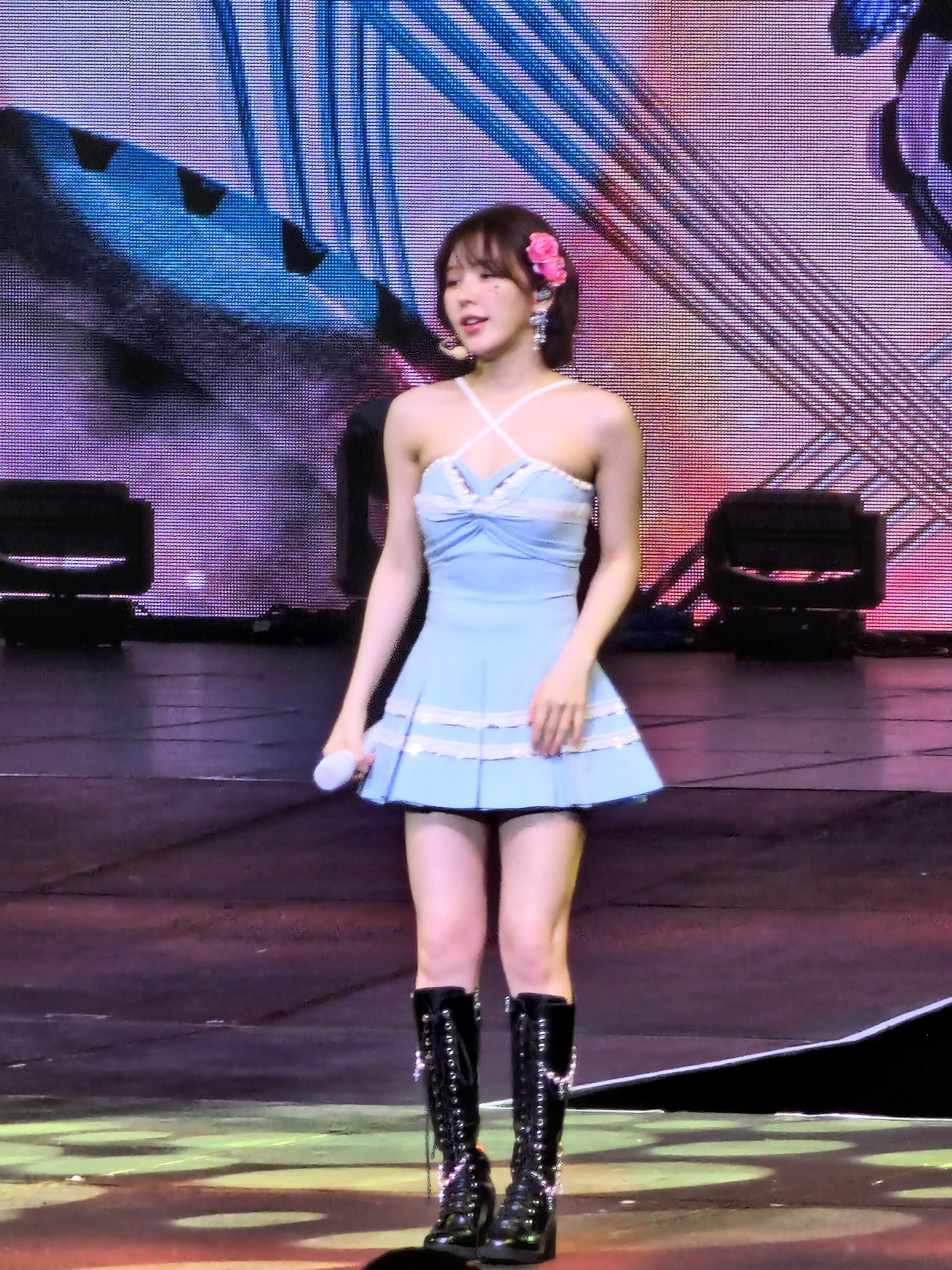
2023年於阿姆斯特丹演唱會

### 2010–2014：出道前期
2010年，Wendy參加了由Koreaboo和Cube娛樂共同舉辦的2011 Global Auditions，透過線上試鏡提交影片。雖然她並未成為最終贏家，但她從超過5000部影片中脫穎而出，成為15名決賽選手之一，這些人是由韓國歌手G.NA和Koreaboo親自選出的，並有機會進入加拿大溫哥華的決賽輪，同時為G.NA的首場個人表演擔任開場嘉賓。
Wendy原本並未計畫參加SM娛樂的試鏡，但在2012年，她陪朋友參加S.M. Global Audition in Canada時，被SM的星探相中，並受邀參加試鏡。她回憶當時演唱了金健模的《서울의 달》（首爾之月），最終順利通過試鏡。此後，她進入SM娛樂成為練習生，並接受了不到兩年的培訓。
2014年3月14日，Wendy作為SM娛樂預備組合SM ROOKIES的成員公開亮相。當時，她推出了一首歌曲《Because I Love You》，作為Mnet電視劇《MiMi》的原聲帶，並出現在該歌曲的MV中。
2018年，YG娛樂創辦人梁鉉錫在《YG寶石盒》節目透露，Wendy曾經參加過他們公司的試鏡，但未被錄取。

### 2014–2019：以Red Velvet出道與個人活動
2014年8月1日，Wendy正式以Red Velvet成員的身份出道。
2015年6月8日，她與饒舌歌手陸智譚合作，推出了歌曲《Return》，作為KBS2電視劇《Who Are You—學校2015》的原聲帶，該曲在Gaon音源排行榜上排名第31名。10月16日，Wendy發表了另一首OST《Let You Know》，這次是為JTBC電視劇《D-Day》獻聲。
2016年1月9日，成為MBC節目《我們結婚了》的固定來賓，並於1月24日參加了人氣節目《神秘音樂秀：蒙面歌王》，以“Space Beauty Maetel”為化名展現了她的歌唱實力。3月4日，她與Eric Nam合作推出了《Spring Love》，這首歌是SM娛樂企劃「SM STATION」的一部分，在Gaon音源排行榜上位居第7。7月6日，她與Red Velvet的成員瑟琪一起為電視劇《任意依戀》演唱了OST《Don't Push Me》。10月20日，Wendy加入了KBS節目《TRICK&TRUE》的固定嘉賓陣容，與成員Irene共同參與節目錄製。12月23日，她為「SM Station」參與了單曲《Have Yourself a Merry Little Christmas》，隨後在12月30日推出《Sound of Your Heart》，她也參與了拉丁流行音樂巨星瑞奇·馬丁的英文單曲《Vente Pa' Ca》的錄製。
2017年1月，Wendy與瑟琪合作推出了KBS2電視劇《花郎》的原聲帶歌曲《I Can Only See You》。2月，她為迪士尼頻道動畫《艾蓮娜公主》的官方原聲帶演唱了韓文版的主題曲《My Time》，並親自出現在這首歌的音樂錄影帶中。同一個月，她還成為了KBS World節目《K-Rush》的主持人。10月27日，Wendy與安七炫以及瑟琪合作翻唱了2001年由神话成員申彗星和李志勳演唱的經典歌曲《인형 (Doll)》。這次翻唱是SM Station第二季企劃的一部分，音樂錄影帶則採用了他們在《SMTOWN LIVE TOUR V in JAPAN》演出的現場片段，並於當天同步公開。12月2日，Wendy與歌手白娥娟攜手推出了溫暖人心的二重唱單曲《The Little Match Girl》。
2018年2月，Wendy被選為SK电讯全新AI語音助理音箱「Holobox」全息投影的虛擬形象。6月，Wendy與瑟琪前往奥地利拍攝《戰鬥旅行》的特別篇，以「我想居住的國家」為主題。7月2日，Wendy與歌手楊多一合作，推出了單曲《One Summer》。10月，官方宣布Wendy將與美國歌手約翰·傳奇合作，推出一首名為《Written in the Stars》的英文二重唱，作為SM Station第三季「Station x 0」企劃的一部分。這是Wendy第六次參與SM Station計畫。歌曲的音樂錄影帶於2018年10月19日上架YouTube。11月，Wendy為JTBC電視劇《愛上變身情人》演唱了原聲帶歌曲《Goodbye》。
2019年2月22日，Wendy發行了tvN電視劇《觸及真心》的獨唱OST《What If Love》。10月，她再次登上人氣節目《神秘音樂秀：蒙面歌王》，以「綠巫婆」的化名參賽。

### 2019–2020：舞台事故與暫停活動
2019年12月25日，Wendy在參加SBS歌謠大戰的個人舞台彩排時發生意外。由於舞台設計缺乏基本的安全措施，加上升降梯未按規定就位，導致她從約2.5 公尺的高度摔下。她的受傷部位集中在右側身體，包含骨盆骨折、手腕骨折，以及包括顴骨裂痕在內的多處臉部受傷。
此次意外以及隨後的住院治療，迫使她取消了所有計畫中的活動。2020年2月，Wendy在住院兩個月後出院，並開始進行門診復健治療。

### 2020：個人出道、廣播DJ與加入Got the Beat

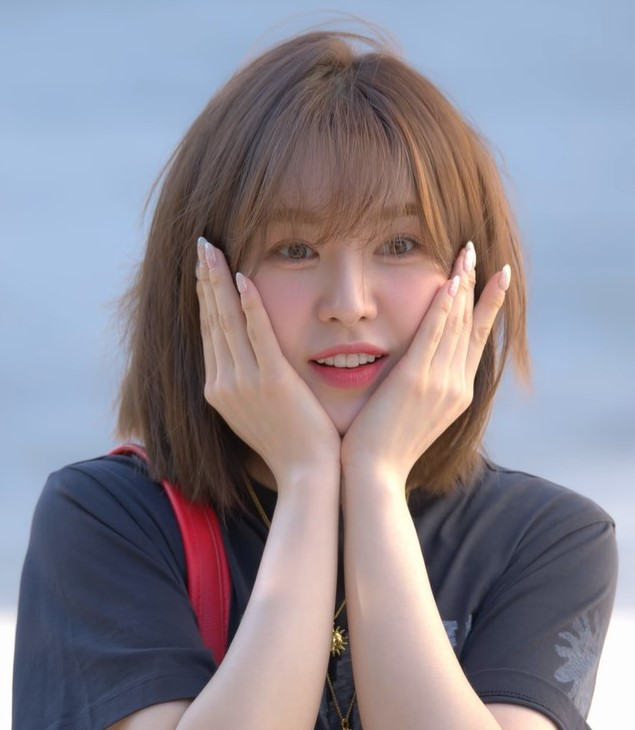
2022年於Wendy的Young Street

2020年2月9日，SM娛樂宣布Wendy將擔任夢工廠動畫電影《魔髮精靈唱遊世界》韓文版的主要配音演員，於4月上映。隨後，3月20日，參與了MBC标准FM節目《Listen To Books》的錄製，是自2019年12月的舞台意外後首次公開亮相。5月，Wendy與Zico合作，為電視劇《The King：永遠的君主》演唱 OST《My Day Is Full of You》。11月2日，她為公司同門藝人泰民的專輯《Never Gonna Dance Again》中獻聲，演唱歌曲《Be Your Enemy》。11月15日，除了隨Red Velvet為電視劇《Start-Up》演唱OST《Future》外，Wendy也推出個人 OST《Two Words》。12月21日，JTBC與SM C&C STUDIO宣布Wendy將加入隔年播出音樂節目《Mysterious Record Shop》。
2021年1月1日，Wendy在線上演唱會《SMTOWN LIVE Culture Humanity》中正式回歸。3月10日，SM娛樂宣布Wendy將以個人身分出道，並於4月5日推出首張個人迷你專輯《Like Water》。7月12日，Wendy成為SBS Power FM節目《Wendy的Young Street》的固定晚間DJ。這是她繼 2018 年擔任特別 DJ 後再次與該節目合作。12月27日，SM娛樂宣布Wendy加入旗下女子超級組合GOT the beat，與同團成員瑟琪及其他SM女藝人共同組成團體。Got the Beat於2022年1月3日正式出道。
2023年6月9日，Wendy宣布卸任《Young Street》的主持人，並於6月19日確認參與音樂劇《Rebecca》的10周年製作。
2024年3月12日，Wendy發行第二張個人迷你專輯《Wish You Hell》。
2025年4月4日，Wendy不與SM娛樂續約，但仍為Red Velvet成員。4月25日，与ASND签订专属合约，Wendy表示「正準備在新環境中迎接挑戰」，而經紀公司亦會積極配合團體活動。9月20日至21日，舉行首次個人世界巡迴演唱會「W:EALIVE」。

## 音樂作品
所屬團體及限定企劃團體之共同作品，請參閱「Red Velvet音樂作品列表」及「GOT the beat」

### 迷你專輯
| 專輯 | 專輯資料                                                                        | 曲目 |
| 1st  | 《Like Water》 - 發行日期：2021年4月5日 - 語言：韓語 - 銷量：183,598+           | 曲目 1. When This Rain Stops 2. Like Water 3. Why Can't You Love Me? 4. 初行路（The Road；초행길） 5. Best Friend（with Seulgi） |
| 2nd  | 《Wish You Hell》 - 發行日期：2024年3月12日 - 語言：韓語、英語 - 銷量：118,000+ | 曲目 1. Wish You Hell 2. His Car Isn't Yours 3. Best Ever 4. Better Judgement 5. Queen Of The Party 6. Vermilion                 |

### 數位單曲
| 數位單曲 | 專輯資料                                                                           | 曲目                                           |
| 1st      | 《Have Yourself A Merry Little Christmas》 - 發行日期：2016年12月23日 - 語言：英語 | 曲目 1. Have Yourself A Merry Little Christmas |

### OST
| 年份   | 歌曲發佈日期 | 專輯名稱                      | 歌曲名稱                                                                  | 合作藝人 |
| 2014年 | 3月20日      | Mnet《Mimi》                  | 只能在悲傷中將你抹去（页面存档备份，存于） （슬픔 속에 그댈 지워야만 해） | 不適用   |
| 2015年 | 6月8日       | KBS《Who Are You－學校2015》  | Return                                                                    | 陆智谭   |
| 2015年 | 10月16日     | JTBC《D-Day》                 | 你知道嗎                                                                  | 不適用   |
| 2016年 | 7月22日      | KBS《任意依戀》               | 不要推開（밀지마）                                                        | Seulgi   |
| 2017年 | 1月3日       | KBS《花郎》                   | 只能看見你（너만 보여）                                                   | Seulgi   |
| 2017年 | 2月6日       | 迪士尼频道《Elena of Avalor》 | My Time （Korean ver.） （页面存档备份，存于）                            | 不適用   |
| 2018年 | 11月14日     | JTBC《愛上變身情人》          | Goodbye （页面存档备份，存于）                                            | 不適用   |
| 2019年 | 2月22日      | tvN《觸及真心》               | What If Love （页面存档备份，存于）                                       | 不適用   |
| 2020年 | 5月16日      | SBS《The King：永遠的君主》   | 我的一天都充滿了你 （页面存档备份，存于）（나의 하루는 다 너로 가득해）   | Zico     |
| 2020年 | 11月15日     | tvN《Start-Up》               | 兩個字 （页面存档备份，存于）（두 글자）                                  | 不適用   |
| 2021年 | 9月17日      | tvN《柔美的細胞小將》         | 在乎我嗎 （页面存档备份，存于）（나를 신경 쓰고 있는 건가）               | 不適用   |
| 2022年 | 4月9日       | 首爾 Check in                 | GIRLS                                                                     | 不適用   |
| 2022年 | 7月28日      | 《枫之谷M》                   | Noblesse                                                                  | 不適用   |

### 合作歌曲
| 年份   | 歌曲發佈日期 | 專輯名稱            | 歌曲名稱                                        | 合作藝人                                                                                      |
| 2015年 | 9月18日      | ONE DREAM ONE KOREA | ONE DREAM ONE KOREA                             | 韓國群星                                                                                      |
| 2016年 | 3月4日       | SM STATION          | 愛似春天 （Spring Love）                        | Eric Nam                                                                                      |
| 2016年 | 12月27日     | VENTE PA`CA         | VENTE PA`CA english ver. （页面存档备份，存于） | 瑞奇·马丁                                                                                     |
| 2016年 | 12月30日     | SM STATION          | 너의 목소리 (Sound of Your Heart)               | SEULGI（Red Velvet）、艺声（Super Junior）、珊妮（少女时代） Luna（f(x)）、泰一 & 道英（NCT） |
| 2017年 | 10月27日     | SM STATION S2       | 玩偶（Doll）                                    | 安七炫、SEULGI（Red Velvet）                                                                  |
| 2017年 | 12月1日      | SM STATION S2       | 卖火柴的小女孩 （The Little Match Girl）        | 白娥娟                                                                                        |
| 2018年 | 7月2日       |                     | One Summer                                      | 梁多一                                                                                        |
| 2018年 | 10月19日     | STATION X 0         | Written In The Stars（页面存档备份，存于）      | 約翰·傳奇                                                                                     |
| 2019年 | 11月20日     | STATION X           | This is Your Day（for every child, UNICEF）     | BoA、J-Min、始源（Super Junior）、珊妮（少女時代）、泰民（SHINee）、Suho（EXO）、道英（NCT）  |
| 2021年 | 10月29日     | Be Deep             | Be Deep                                         | Tae Jin Son                                                                                   |
| 2021年 | 12月1日      | Airport Goodbyes    | Airport Goodbyes                                | Black Skirt                                                                                   |
| 2024年 | 11月15日     | Happy               | Heart on the Window                             | Jin                                                                                           |

### 創作作品
| 日期         | 歌曲                           | 歌手                               | 填詞 | 作曲 | 專輯                                                  | 備註                                                 |
| 2019年4月5日 | Close To Me (Red Velvet Remix) | Ellie Goulding, Diplo & Red Velvet |      |      | Close To Me (Red Velvet Remix) （页面存档备份，存于） | 首次為所屬團體Red Velvet歌曲填詞，和成員Yeri一起填词 |

### 其他歌曲
| 年份   | 形式       | 歌曲發佈日期 | 專輯名稱            | 歌曲名稱                    | 合作藝人 |
| 2014年 | Cover      | 10月10日     | Mnet《EXO 90:2014》 | With You （原唱：The Blue） | Seulgi   |
| 2014年 | M/V Remake | 9月5日       | Mnet《EXO 90:2014》 | 你知道嗎（原唱：曹成模）    | 不適用   |

## 影視作品

### 個人參演音樂錄影帶
| 年份   | 歌曲發佈日期 | 歌曲名稱                                          | 歌手                     | 官方影片                                                            | 備註                             |
| 2014   | 3月19日      | Speak Now                                         | WENDY                    | 《Speak Now》 Video（页面存档备份，存于）                           | SR14G 原唱：泰勒·斯威夫特        |
| 2014   | 3月20日      | 슬픔 속에 그댈 지워야만 해 (只能在悲傷中將你抹去) | WENDY                    | 《只能在悲傷中將你抹去》 MV（页面存档备份，存于）                   | 《MiMi》OST 原唱: 李鉉宇         |
| 2015   | 9月18日      | ONE DREAM ONE KOREA                               | WENDY與韓國群星          | 《ONE DREAM ONE KOREA》 MV（页面存档备份，存于）                    | -                                |
| 2016   | 3月4日       | Spring Love                                       | WendyX Eric Nam          | 《Spring Love》 MV（页面存档备份，存于）                            | SM STATION                       |
| 2016   | 12月23日     | Have Yourself A Merry Little Christmas            | WendyX 文正載 X Nile Lee | 《Have Yourself A Merry Little Christmas》 MV（页面存档备份，存于） | SM STATION                       |
| 2017   | 2月6日       | My Time                                           | WENDY                    | 《My Time》 MV （页面存档备份，存于）                               | 迪士尼频道《Elena of Avalor》OST |
| 2017   | 10月27日     | 인형 (Doll)                                       | KANGTA X WendyX SEULGI   | 《인형 (Doll)》 Concert Live Video （页面存档备份，存于）           | SM STATION S2                    |
| 2017   | 12月1日      | 성냥팔이 소녀 (The Little Match Girl)             | WendyX BAEK A YEON       | 《성냥팔이 소녀 (The Little Match Girl)》 MV（页面存档备份，存于）  | SM STATION S2                    |
| 2018年 | 7月2日       | One Summer                                        | Yang Da Il X WENDY       | 《One Summer(그해 여름)》 （页面存档备份，存于）                    | -                                |
| 2018年 | 10月19日     | Written In The Stars                              | WendyX John Legend       | 《Written In The Stars》（页面存档备份，存于）                      | STATION X 0                      |
| 2021年 | 4月5日       | Like Water                                        | WENDY                    | 《Like Water》 （页面存档备份，存于）                               | 首張個人mini專輯                 |
| 2021年 | 10月29日     | Be Deep                                           | Tae Jin Son X WENDY      | 《Be Deep(깊어지네)》 （页面存档备份，存于）                        | -                                |

### 音樂劇
| 年份   | 劇名    | 角色    | 來源   |
| ------ | ------- | ------- | ------ |
| 2023年 | REBECCA | 我（I） | [ 76 ] |

### 電影
| 年份   | 片名                 | 角色     | 備註     |
| ------ | -------------------- | -------- | -------- |
| 2020年 | 魔髮精靈唱遊世界     | 波比女王 | 韓語配音 |
| 2023年 | 魔髮精靈：樂團在一起 | 波比女王 | 韓語配音 |

## 綜藝節目

### 固定出演
| 放送日期                        | 電視台       | 節目名稱                            | 合作成員/藝人                        | 備註            |
| 2016年10月25日 - 2016年11月15日 | KBS2         | 《TRICK&TRUE》                      | Irene (Red Velvet)                   | 固定嘉賓        |
| 2016年11月23日 - 2017年2月15日  | KBS2         | 《TRICK&TRUE》                      | Joy (Red Velvet)                     | 固定嘉賓        |
| 2017年1月13日 - 1月27日         | tvN          | 《把便利店掏空吧》                  | 李秀根、尹斗俊（BEAST）              | 固定MC 節目試播 |
| 2021年1月22日 - 3月26日         | JTBC         | 《神秘唱片店》 （又名《外送歌謠》） | 尹鍾信、張允瀞、圭賢（Super Junior） | 固定MC          |
| 2021年9月4日 ─ 10月6日          | Coupang Play | 《SNL KOREA》                       | 申東燁                               | 固定MC          |
| 2024年1月26日 ─ 3月29日         | Mnet         | 《Build Up》                        | 李碩薰、姜東昊、徐恩光、頌樂         | 評審            |
| 2024年11月3日至今               | KBS2         | 《The Ddanddara》                   | 朴軫永、車太鉉、金荷娜               | 評審            |
| 2025年5月31日至今               | KBS2         | 《Bangpan Music：隨唱隨行》         |                                      | 固定嘉賓        |

## 主持作品

### 音樂節目
| 年份   | 放送日期 | 節目名稱                   | 合作藝人                 | 備註         |
| 2015年 | 7月17日  | Arirang TV《Simply K-pop》 | —                        | 特別MC       |
| 2015年 | 7月24日  | Arirang TV《Simply K-pop》 | —                        | 特別MC       |
| 2015年 | 10月2日  | KBS2《Music Bank》         | SEULGI                   | 待機室特別MC |
| 2016年 | 9月20日  | SBS MTV 《THE SHOW》       | 旼泫（NU'EST/Wanna One） | 代班MC       |
| 2017年 | 2月16日  | Mnet 《M! Countdown》      | SEULGI、在玹（NCT 127）  | 特別MC       |
| 2017年 | 7月20日  | Mnet 《M! Countdown》      | SEULGI                   | 特別MC       |
| 2018年 | 2月1日   | Mnet 《M! Countdown》      | SEULGI                   | 特別MC       |

### 活動/頒獎典禮
| 年份   | 放送日期 | 活動名稱                          | 合作藝人                                | 備註               |
| 2016年 | 9月24日  | 仁川韓流觀光演唱會                | Momo（TWICE） 周潔瓊（I.O.I/PRISTIN）   | 特別MC             |
| 2017年 | 3月30日  | KCON 2017 in Mexico               | Eric Nam                                | 3月18日錄製 特別MC |
| 2017年 | 7月29日  | 2017 蔚山夏日音樂祭               | 鄭容和 車銀優（ASTRO）、施妍（PRISTIN） | 7月24日錄製 特別MC |
| 2018年 | 4月28日  | 第16屆 Korea Times Music Festival | John Park                               | 不適用             |
| 2018年 | 10月28日 | 第3屆 釜山BOF文化節               | 文彬、尹產賀（ASTRO）                   | 不適用             |

### 其他
| 放送日期                | 節目名稱                                                                        | 備註                                    |
| 2017年3月10日 - 3月31日 | KBS World 《K-Rush》                                                            | 固定MC                                  |
| 2018年4月5日            | Naver V LIVE《!t Live Grand Opening Special with Hyundai SOLATI Moving Studio》 | 與Chanyeol（EXO）、利特（Super Junior） |

## 演唱會列表

### 世界巡迴演唱會
| 年份   | 日期       | 演唱會名稱 | 地點 | 演唱會站次 | 舉行地點   |
| 2025年 | 9月20-21日 | W:EALIVE   | 首爾 |            | 獎忠體育館 |

### 公開演出
| 年份   | 表演日期 | 活動名稱                 | 地點         |
| 2022年 | 10月9日  | Slow Life Slow Live 2022 | 奧林匹克公園 |
| 2022年 | 10月16日 | 首爾大學校友會公演       | 首爾大學     |
| 2025年 | 2月15日  | SM CLASSICS LIVE 2025    | 樂天音樂廳   |
| 2025年 | 5月27日  | 全州大學校慶公演         | 全州大學     |

## 其他

### 特别舞臺
| 年份   | 表演日期 | 表演節目             | 合作藝人                                  | 備註 |
| 2015年 | 1月14日  | 第29届金唱片奖       | Chen(EXO)                                 | 《Endless Love @ Golden Disk Awards 》Video（页面存档备份，存于）                                                      |
| 2015年 | 5月23日  | Dream Concert        | MFBTY、燦烈(EXO)                          | 《방뛰기방방（蹦蹦跳跳）》 Video（页面存档备份，存于）                                                                 |
| 2015年 | 12月30日 | KBS歌謠大祝祭        | Tiffany(少女時代)                         | 《Dear Mom》 Video（页面存档备份，存于）                                                                               |
| 2016年 | 1月14日  | 第25屆首爾音樂獎     | MFBTY、Rap Monster(防彈少年團)、燦烈(EXO) | 《MFBTY - Angel &부끄부끄 & 방뛰기방방 》 Video（页面存档备份，存于）                                                  |
| 2016年 | 1月26日  | KBS1《Open Concert》 | 許閣                                      | 《행복한나를 (Happy Me) 》 Video （页面存档备份，存于）                                                                |
| 2016年 | 2月7日   | KBS1《Open Concert》 | —                                         | 《슬픔 속에 그댈 지워야만 해（从悲伤中将你抹去） 》 Video（页面存档备份，存于）                                        |
| 2017年 | 3月18日  | KCON 2017 in Mexico  | Eric Nam                                  | 《Eric Nam x Wendy- Spring Love》 Video（页面存档备份，存于）                                                          |
| 2017年 | 4月25日  | KBS1 Open Concert    | 安致煥                                    | 《등대지기》 Video（页面存档备份，存于）                                                                               |
| 2021年 | 12月17日 | KBS歌謠大祝祭        | F9                                        | 《WendyX Jiho X Yuna X Chaeryeong & Yuna X Sieun & Yoon X Wonyoung & Eugene - Way to Go》 Video （页面存档备份，存于） |
| 2021年 | 12月25日 | SBS歌謠大戰          | Opening                                   | 《All I Want for Christmas Is You》 Video （页面存档备份，存于）                                                       |
| 2021年 | 12月31日 | MBC歌謠大祭典        | 楊姬銀、Solar、效定                       | 《양희은 X 솔라 X 웬디 X 효정 - 행복의 나라로》 Video （页面存档备份，存于）                                           |

### 電台主持
所屬團體之共同電台，請參閱 Red Velvet媒體作品列表
| 年份                         | 放送日期                     | 電台名稱                                    | 備註                |
| 2015年                       | 10月13日                     | KBS Cool FM 《Super Junior Kiss The Radio》 | 與Seulgi為代班DJ    |
| 2016年                       | 3月20日                      | KBS Red Velvet Kpop Planet Radio            | 與Joy、Yeri為一日DJ |
| 2018年                       | 1月15日－1月18日             | SBS Power FM《NCT Night Night》             | 代班DJ              |
| 2018年                       | 11月8日－11月11日            | SBS Power FM《Young Street》                | 特別DJ              |
| 2021年7月12日 - 2023年7月2日 | 2021年7月12日 - 2023年7月2日 | SBS Power FM《Young Street》                | 固定DJ              |
| 2024年8月19日至今            |                              | SBS Power FM《Young Street》                | 固定DJ              |

## 獎項

### 頒獎禮獎項
| 年份 | 部門                    | 獎項                      | 作品               | 結果 |
| 2016 | Mnet Asian Music Awards | 最佳合作獎 (與 Eric Nam)  | "Spring Love"      | 提名 |
| 2016 | Mnet Asian Music Awards | HotelsCombined 年度歌曲獎 | "Spring Love"      | 提名 |
| 2022 | FIRST BRAND AWARD 2022  | 未來品牌價值獎 — 電台DJ   | Wendy的YoungStreet | 獲獎 |
| 2022 | 首爾歌謠大賞            | Best Ballad               | Wendy              | 獲獎 |
| 2022 | 2022年度品牌大賞        | 最佳電台DJ                | Wendy的YoungStreet | 獲獎 |
| 2022 | SBS演藝大獎             | 最佳電台DJ                | Wendy的YoungStreet | 獲獎 |
| 2024 | 亞洲流行音樂大獎        | 最佳女歌手 — 海外         | Wendy              | 獲獎 |
| 2024 | 亞洲流行音樂大獎        | 年度20金曲 — 海外         | "Wish You Hell"    | 獲獎 |
| 2024 | 亞洲流行音樂大獎        | 大眾選擇獎 — 海外         | "Wish You Hell"    | 獲獎 |

### 主要音樂節目榜單排名
| 主打歌曲排名成績 | 主打歌曲排名成績 | 主打歌曲排名成績      | 主打歌曲排名成績    | 主打歌曲排名成績       | 主打歌曲排名成績 | 主打歌曲排名成績        | 主打歌曲排名成績     | 主打歌曲排名成績 |
| 專輯 | 歌曲 | Mnet 《M! Countdown》 | KBS2 《Music Bank》 | MBC 《Show! 音樂中心》 | SBS 《人氣歌謠》 | MBC M 《Show Champion》 | SBS MTV 《THE SHOW》 | 備註             |
| 2016年 | 2016年 | 2016年                | 2016年              | 2016年                 | 2016年           | 2016年                  | 2016年               | 2016年           |
| --- | --- | --------------------- | ------------------- | ---------------------- | ---------------- | ----------------------- | -------------------- | ---------------- |
| 無專輯單曲 | Spring Love（愛似春天） | /                     | 5                   |                        | 5                | /                       | /                    | 無宣傳活動       |
| 2021年 | |                       |                     |                        |                  |                         |                      |                  |
| Like Water | Like Water | 2                     | 5                   | 5                      | 8                | 3                       | 無打歌放送           | SOLO出道         |
| 2024年 | |                       |                     |                        |                  |                         |                      |                  |
| Wish You Hell | Wish You Hell | 4                     | 2                   | 11                     | 21               | 4                       | 無打歌放送           | [ 註 3 ]         |
| \| - 「*」：打榜中 - 「(1)」：兩星期冠軍 - 「[1]」：三星期冠軍 \| - 「/」：表示未有相關資料 - 「 」：該段時期未有設立排行榜 - 取得《M! Countdown》、《人氣歌謠》、《Show Champion》、《THE SHOW》三週一位後，排名自動除外 \| | |                       |                     |                        |                  |                         |                      |                  |
| - 「*」：打榜中 - 「(1)」：兩星期冠軍 - 「[1]」：三星期冠軍 | - 「/」：表示未有相關資料 - 「 」：該段時期未有設立排行榜 - 取得《M! Countdown》、《人氣歌謠》、《Show Champion》、《THE SHOW》三週一位後，排名自動除外 |                       |                     |                        |                  |                         |                      |                  |

## 外部連結
- Wendy 個人的Instagram帳戶
- Wendy 官方的Instagram帳戶
- Wendy的TikTok
- Wendy的X（前Twitter）
- YouTube上的Wendy頻道